# Machine Gun: The Fillmore East First Show
| 전문가 평가 | 전문가 평가 |
| 평가 점수   | 평가 점수   |
| 출처        | 점수        |
| ----------- | ----------- |
| AllMusic    | [ 1 ]       |

《Machine Gun: The Fillmore East First Show》는 지미 헨드릭스의 라이브 음반으로, 1969년 12월 31일, 뉴욕 필모어 이스트에서 첫 세트 동안 녹음된 노래들을 특징으로 한다. 헨드릭스는 베이스의 빌리 콕스와 밴드 오브 집시스로 자주 언급되는 라인업인 드럼의 버디 마일스의 지원을 받는다. 〈Hear My Train A Comin'〉과 〈Lover Man〉을 제외한 11곡의 노래는 지미 헨드릭스 익스피리언스가 공연하지 않았던 새로운 소재를 나타낸다.

## 배경
이 음반은 헨드릭스가 밴드 오브 집시스와 함께한 새해 전야와 새해의 네 세트 중 첫 번째 세트를 추가한다. 이 음반은 이전에 발매된 《Band of Gypsys》 (1970년), 《Band of Gypsys 2》 (1986년), 《Live at the Fillmore East》 (1999년), 《West Coast Seattle Boy: The Jimi Hendrix Anthology》 (2010년)에 추가된다. 〈Hear My Train A Comin'〉, 〈Changes〉, 〈Izabella〉를 제외한 모든 트랙은 공식 발매에 처음으로 등장한다. 2019년 11월 22일, 그들은 필모어 이스트 공연 박스 세트 《Songs for Groovy Children: The Fillmore East Concerts》에 참여한다.

## 곡 목록
모든 곡들은 특별한 언급이 없는 한 지미 헨드릭스에 의해 작사/작곡하였다.
| #   | 제목                       | 작사·작곡                | 리드 보컬             | 재생 시간 |
| --- | -------------------------- | ------------------------ | --------------------- | --------- |
| 1.  | 〈Power of Soul〉          |                          | 헨드릭스, 버디 마일스 | 5:30      |
| 2.  | 〈Lover Man〉              |                          | 헨드릭스              | 3:14      |
| 3.  | 〈Hear My Train A Comin'〉 |                          | 헨드릭스              | 3:14      |
| 4.  | 〈Changes〉                | 버디 마일스              | 마일스                | 5:58      |
| 5.  | 〈Izabella〉               |                          | 헨드릭스              | 3:29      |
| 6.  | 〈Machine Gun〉            |                          | 헨드릭스, 마일스      | 8:54      |
| 7.  | 〈Stop〉                   | 제리 라고보이, 모트 슈만 | 마일스                | 5:30      |
| 8.  | 〈Ezy Ryder〉              |                          | 헨드릭스              | 5:55      |
| 9.  | 〈Bleeding Heart〉         | 엘모어 제임스            | 마일스                | 6:38      |
| 10. | 〈Earth Blues〉            |                          | 헨드릭스              | 6:24      |
| 11. | 〈Burning Desire〉         |                          | 헨드릭스              | 5:55      |